# الجامع (ذي السفال)

تعديل مصدري - تعديل

الجامع هي إحدى قرى عزلة الأشراف بمديرية ذي السفال التابعة لمحافظة إب، بلغ تعداد سكانها 438 نسمة حسب تعداد اليمن لعام 2004.